# Bolesław Dunin-Wąsowicz
Bolesław Dunin-Wąsowicz (ur. 1 stycznia 1894 w Brzeżanach, poległ 19 czerwca 1919 w Brzeżanach) – podporucznik kawalerii Legionów Polskich i kapitan piechoty Wojska Polskiego.

## Życiorys
Był synem Bolesława, oficera Cesarskiej i Królewskiej Armii, szambelana dworu cesarskiego, i wnukiem, w prostej linii, szwoleżera Mikołaja Dunin-Wąsowicza – uczestnika Bitwy pod Somosierrą oraz młodszym bratem rotmistrza Zbigniewa.
W 1914, po ukończeniu szkoły powszechnej i gimnazjum w Brzeżanach. W 1914 złożył egzamin dojrzałości w C. K. Wyższym Gimnazjum w Tarnopolu. Należał do Związku Strzeleckiego. W czasie mobilizacji Związku w oddziale Teofila Marescha dotarł do Krakowa. Wkrótce dołączył do oddziału kawalerii swojego brata w Kielcach. Z nim na polecenie Piłsudskiego udał się 23 sierpnia do Krakowa i został przyjęty do 2 szwadronu kawalerii Legionów Polskich. Razem ze szwadronem wyruszył w składzie II Brygady Legionów Polskich na kampanię karpacką. Uczestniczył także w kampaniach besarabskiej i bukowińskiej. W uznaniu zasług, głównie w czasie walk pod Cucyłowem został mianowany na wachmistrzem kawalerii.
W czasie szarży pod Rokitną, w której zginął jego brat, został ranny. Po leczeniu w szpitalu w Wiedniu powrócił do oddziału. 25 czerwca 1915 mianowany chorążym, a 1 kwietnia 1916 awansowany na podporucznika. Od połowy września 1916 dowodził 6 szwadronem 2 pułku ułanów. Po kryzysie przysięgowym służył w Polskim Korpusie Posiłkowym. W randze podporucznika był zastępcą szefa sztabu Krajowego Inspektoratu Zaciągu do Wojska Polskiego. W końcu 1917 roku został adiutantem 2 pułku ułanów. Służył w nim do likwidacji pułku po przejściu II Brygady przez front pod Rarańczą.
Od 1918 roku służył w 9 pułku piechoty Legionów w stopniu porucznika piechoty. W czasie wojny polsko-ukraińskiej brał udział w walkach na Wołyniu. W czasie walk w czerwcu 1919 roku w okolicach Rawy Ruskiej i Stanisławowa, na czele kompanii posiłkowanej przez oddział żandarmerii polowej powstrzymuje pierwsze natarcie nieprzyjacielskie pod Litiatynem. Poległ pod wieczór dnia 19 czerwca 1919 roku, na górze Łysoni trafiony kulą w głowę dowodząc bohaterską kompanią, broniąc rodzinnych Brzeżan. Jego ciała pomimo wielkich starań nigdy nie odnaleziono.
Pośmiertnie mianowany kapitanem i odznaczony Krzyżem Srebrnym Orderu Wojskowego Virtuti Militari nr 5471 i Krzyżem Niepodległości.

## Źródła i bibliografia
- August Krasicki Dziennik z kampanii rosyjskiej 1914-1926 Instytut Wydawniczy PAX, Warszawa 1988.
- Stanisław Rostworowski Nie Tylko Pierwsza Brygada (1914-1918) Z Legionami na bój P.W. EGROSS – Oficyna Wydawnicza, Warszawa 1993, ISBN 83-85253-05-X
- Andrzej Czesław Żak Rokitna 1915 Wydawnictwo Bellona, Warszawa 1994, ISBN 83-11-08294-4.
- Wacław Lipiński Walka zbrojna o niepodległość Polski w latach 1905-1918 Oficyna Wydawnicza VOLUMEN, Warszawa 1990, ISBN 83-85218-00-9 (przedruk z 1935 roku).
- Lista strat Wojska Polskiego. Polegli i zmarli w wojnach 1918-1920, Wojskowe Biuro Historyczne, Warszawa 1934
- Lista starszeństwa oficerów Legionów Polskich w dniu oddania Legionów Polskich Wojsku Polskiemu (12 kwietnia 1917), Warszawa 1917